# Scotopteryx albescens
Scotopteryx albescens là một loài bướm đêm trong họ Geometridae.